# سمكة القرش ذات الذيل الأحمر
سمكة القرش ذات الذيل الأحمر (الاسم العلمي: Epalzeorhynchos bicolor) هي سمكة موطنها فلندا، يصل حجمها إلى 11.75 سم، تأكل السمكة النباتات والحيوانات، تحتاج درجة حرارة من 22-26 مئوية، ودرجة حموضة من 6.5-7.5. السمكة شبه عدوانية، وتفرخ بالبيوض. لونها أسود مع ذيل أحمر بظهر لونه أبيض على رأس الزعنفة الظهرية. يمكن أن تصبح عدوانية إتجاه الأسماك التي تدخل ارضها وستصبح عدوانية جدا نحو الأسماك الأخرى من نوعها.